# Повх, Иван Лукич
Ива́н Луки́ч Повх (1909—1997) — советский учёный-гидромеханик, доктор технических наук, профессор, член-корреспондент Академии наук УССР, основатель донецкой гидродинамической научной школы — одной из сильнейших в мире, Заслуженный деятель науки и техники Украинской ССР.

## Биография
Родился 11 ноября 1909 года в г. Мирополье Курской губернии.
Детство провёл в Юзовке (ныне — г. Донецк).
Работал на металлургическом заводе и в шахте.
В 1930 году окончил Военно-инженерную школу в Ленинграде.
В 1938 году окончил физико-механический факультет Ленинградского политехнического института (ныне — Санкт-Петербургский политехнический университет Петра Великого).
С 1938 по 1940 год работал в Тобольске учителем средней школы, доцентом и заведующим кафедрой математики Тобольского учительского института (ныне — Тобольская государственная социально-педагогическая академия имени Д. И. Менделеева), затем вернулся в Ленинградский политехнический институт окончить аспирантуру.
В годы Великой Отечественной войны воевал в Ленинграде, награждён орденом Красной Звезды и медалями. Был ранен.
В военное время возглавлял лабораторию аэродинамики, которая занималась увеличением высоты подъёма аэростатов для заграждения от самолётов неприятеля. Возглавлял лабораторию по испытанию фильтров-поглотителей отравляющих веществ для газоубежищ.
В 1953 году защитил докторскую диссертацию по основным аэродинамическим свойствам решёток профилей.
Вышедшая в 1955 году монография И. Л. Повха «Моделирование гидравлических турбин на воздухе», сыграла большую роль в становлении турбиностроения в СССР.
В 1960 году переехал в г. Донецк.
В 1961 году избран Членом-корреспондентом Академии наук УССР по отделению механики.
Работал заведующим отделом Донецкого НИИ чёрных металлов, а также профессором Донецкого педагогического института, на базе которого при его активном участии был создан Донецкий государственный университет (ныне — Донецкий национальный университет). В 1964 году стал его первым профессором.

Иван Лукич Повх

Под руководством И. Л. Повха в Донецком научном центре Академии наук УССР начала формироваться донецкая школа физической гидродинамики:
- в 1964 году создаётся кафедра физической гидродинамики в Донецком государственном университете;
- развиваются новые направления прикладной гидроаэродинамики — магнитогидродинамическая сепарация полезных ископаемых, МГД-транспортировка и дозировка жидких металлов;
- проводятся систематические исследования по разработке методов измерения характеристик турбулентных потоков, для создание автоматизированных измерительных комплексов.

С 1967 года под руководством И. Л. Повха и начало развиваться новое в СССР научное направление — снижение гидродинамического сопротивления трения микродобавками высокомолекулярных полимеров и мицеллообразующих поверхностно-активных веществ.
В 1974 году под руководством И. Л. Повха была создана проблемная лаборатория «Физические методы исследования турбулентности».
В 1980 году было создано специальное конструкторско-технологическое бюро «Турбулентность» (СКТБ «Турбулентность»). В дальнейшем было образовано учебно-научно-производственное объединение, в состав которого вошли кафедра гидродинамики, СКТБ «Турбулентность», проблемная лаборатория и другие кафедры физического факультета Донецкого государственного университета.
Умер в Донецке в 1997 году.

## Научный вклад
Основатель донецкой гидродинамической научной школы — одной из крупнейших и общепризнанных в мире.
Основоположник нового в СССР научного направления в области снижения гидродинамического сопротивления трения микродобавками высокомолекулярных полимеров и мицеллообразующих поверхностно-активных веществ.

## Награды
Награждён орденом Красной Звезды и медалями, Почётной грамотой Президиума Верховного Совета Украинской ССР.
Заслуженный деятель науки и техники Украинской ССР.
Под научным руководством И. Л. Повха подготовлено более 80 кандидатов наук и 10 докторов технических наук.
Автор более 300 научных работ и 10 опубликованных монографий, около 100 авторских свидетельств и патентов на изобретения, касающихся проблем механики жидкостей и газа.

## Память

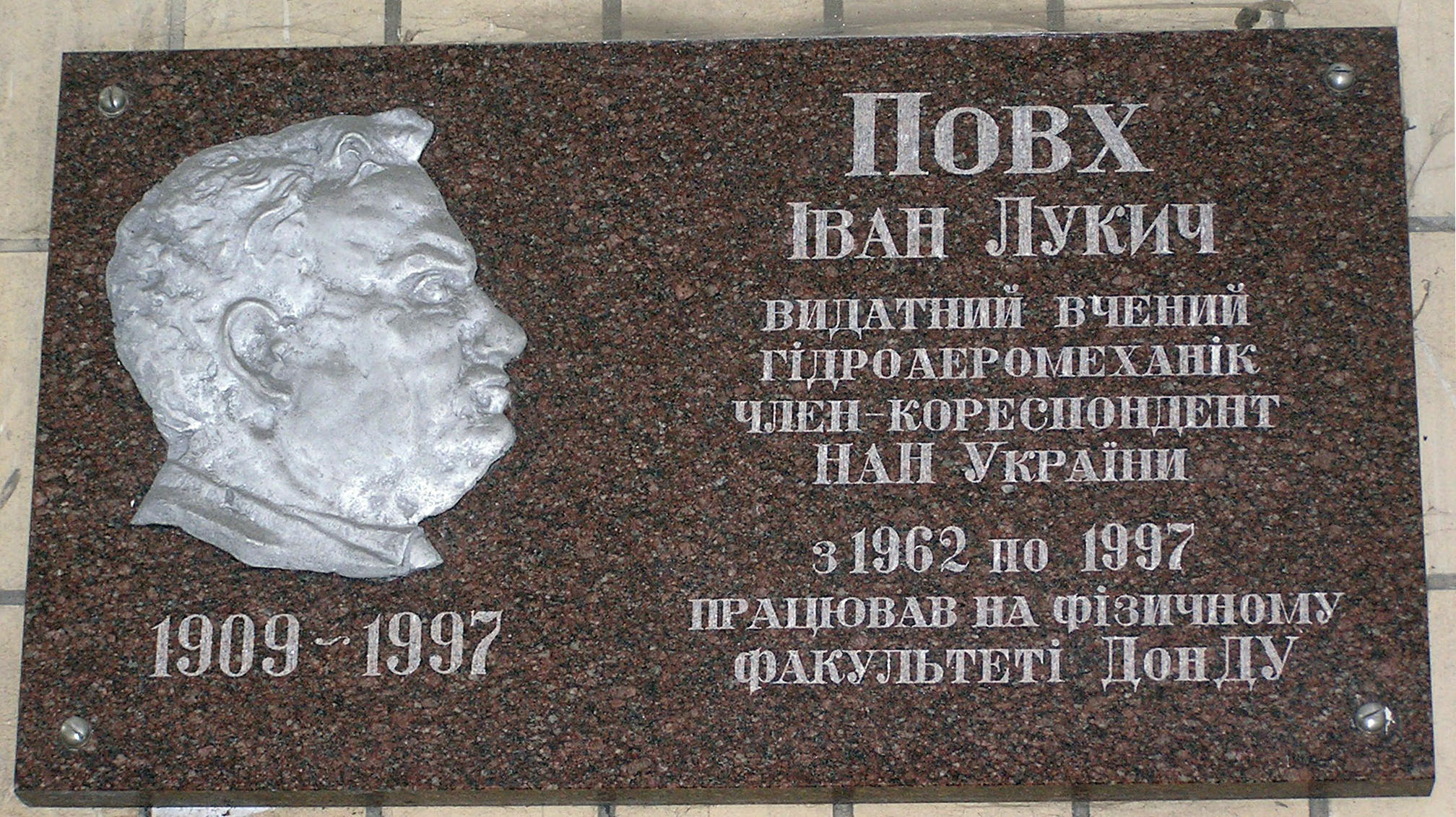
Мемориальная доска на здании физического факультета Донецкого национального университета

В память об И. Л. Повхе на здании физического факультета Донецкого национального университета установлена мемориальная доска.